# Élection présidentielle camerounaise de 1992
L'élection présidentielle camerounaise de 1992 a lieu le 11 octobre 1992 afin d'élire le Président de la république du Cameroun.
Le président sortant, Paul Biya, est réélu.

## Contexte
Le multipartisme est réintroduit au Cameroun en 1990. Cette élection est ainsi la première présidentielle de l'histoire du pays à voir s'affronter plusieurs candidats.

## Résultats
| Candidat                 | Candidat                 | Parti                    | Votes     | %     |
| ------------------------ | ------------------------ | ------------------------ | --------- | ----- |
|                          | Paul Biya                | RDPC                     | 1 185 466 | 39,98 |
|                          | John Fru Ndi             | FSD                      | 1 066 602 | 35,97 |
|                          | Bello Bouba Maigari      | UNDP                     | 569 887   | 19,22 |
|                          | Adamou Ndam Njoya        | UDC                      | 107 411   | 3,62  |
|                          | Jean-Jacques Ekindi      | MP                       | 23 525    | 0,79  |
|                          | Emah Otu                 | RFP                      | 12 545    | 0,42  |
|                          |                          |                          |           |       |
| Votes valides            | Votes valides            | Votes valides            | 2 965 436 | 98,34 |
| Votes blancs et nuls     | Votes blancs et nuls     | Votes blancs et nuls     | 50 012    | 1,66  |
| Total                    | Total                    | Total                    | 3 015 448 | 100   |
| Abstention               | Abstention               | Abstention               | 1 180 239 | 28,13 |
| Inscrits / participation | Inscrits / participation | Inscrits / participation | 4 195 687 | 71,87 |